# خدمة روبوت المعرفة
خدمة روبوت المعرفة (بالإنجليزية: Knowbot Information Service)‏ واختصارها (KIS) أو العنوان الشبكي هو عبارة عن محرك بحث خاص بمستخدمي الإنترنت أطلق لأول مرة في ديسمبر عام 1989، وبالرغم من أنه استعلام عن المستخدمين وليس المحتوى إلا أنه يمكن القول بأنه أول محرك بحث شبكي لاستعلامه عن المعلومات من أكثر من شبكة، وأتاح واجهة مستخدم موحدة لمجموعة متنوعة من الخدمات التوجيهية المدارة عن بعد مثل بروتوكولين هو إيز والإصبع وX.500 وخدمة البريد الإلكتروني إم سي آي (MCI)، فما إن يرسل المستخدم استعلاماً واحداً لمحرك البحث KIS يمكنه أن يبحث في مجموعة من خدمات صفحات بيضاء مدارة عن بعد ويطلع على نتيجة البحث في قالب موحد، وتوجد عدة واجهات لمحرك البحث KIS بما في ذلك واجهة البريد الإلكتروني وتل نيت بالإضافة إلى واجهة أخرى تحاكي أمر هو إيز بيركيلي.

## نبذة
يتكون محرك البحث من نوعين مختلفين من الوحدات التي تتفاعل مع بعضها البعض (عبر شبكة) لتقديم الخدمة، فإحدى هذه الوحدات هي وحدة وكيل المستخدم التي تعمل من خلال آلة محرك البحث المستضيفة للبريد، وأما الوحدة الثانية فهي وحدة مستقبل عن بعد (قد تكون في آلة أخرى) التي تتحقق من خدمات قواعد بيانات عدة عبر الشبكة وترسل النتائج إلى وحدة وكيل المستخدم بصيغة موحدة، وتتم التفاعلات بين الوحدتين عبر رسائل روبوتات المعرفة أو من خلال تحرك هذه الروبوتات.

## روابط خارجية
- http://www.ou.edu/research/electron/internet/knowbot.htm
- http://www.cnri.reston.va.us/home/koe/index.html